# Elleben
Elleben är en kommun och ort i Ilm-Kreis i förbundslandet Thüringen i Tyskland.
Kommunen ingår i förvaltningsgemenskapen Riechheimer Berg tillsammans med kommunerna Alkersleben, Bösleben-Wüllersleben, Dornheim, Elxleben, Osthausen-Wülfershausen och Witzleben.